# Station Avekapelle
Station Avekapelle was een spoorwegstation langs spoorlijn 73 (Deinze - De Panne) in Avekapelle een deelgemeente van de stad Veurne.
Het stationsgebouw was van het type 1893 R4.
0: Deinze ·
4,5: Grammene ·
6,2: Wontergem ·
8,3: Aarsele ·
15,6: Tielt ·
20,1: Pittem ·
24,0: Ardooie-Koolskamp ·
26,5: Kortekeer ·
31,7: Lichtervelde ·
37,7: Kortemark ·
40,5: Handzame ·
43,7: Zarren ·
47,9: Esen ·
50,4: Diksmuide ·
52,0: Kaaskerke ·
54,8: Oostkerke ·
62,4: Avekapelle ·
65,5: Veurne ·
66,9: Koksijde ·
70,5: De Panne